# Петротрест (футбольный клуб)
«Петротрест» — бывший российский футбольный клуб из Санкт-Петербурга.

## История
Клуб «Петротрест» был создан 15 декабря 2001 года усилиями руководителя строительной компанией «Петротрест» Леонида Цапу, команда получила название компании. Начиная с 2005 года коллектив испытывал финансовые проблемы, и тогда в впервые зазвучали идеи об объединении «строителей» с потерявшим в 2004 году профессиональный статус петербургским «Динамо». В 2006 году генеральный директор клуба Владислав Алексеев сообщил о готовящимся вступлении «Петротреста» в ВФСО «Динамо». С марта 2007 года клуб стал называться «Динамо». Таким образом, коллектив «строителей» был расформирован в первый раз.
В ноябре 2010 года было сообщено о намерении президента клуба Леонида Цапу возродить «Петротрест», подготовке документов для участия во Втором дивизионе и приглашении на пост генерального директора клуба прежнего гендиректора петербургского «Динамо» Юрия Ананьева. Главным тренером команды 24 января 2011 года был назначен Леонид Ткаченко. Его помощниками стали Андрей Кондрашов и Александр Помазун.
2 апреля 2013 было объявлено, что с сезона 2013/14 на протяжении трёх лет команда вновь будет носить название «Динамо». Как итог, клуб строительной компании вновь был расформирован, а на его базе был основан новый. 
26 июня 2015 было сообщено, что «Динамо», созданное на основе «Петротреста», перестало существовать. Компания и одноимённая команда окончательно перестала иметь отношение к клубу «Динамо» и бренду спортивного общества.
15 августа 2015 года бывший генеральный и спортивный директор клуба Валентин Белавин заявил, что у владельца «Петротреста», Леонида Цапу, есть желание возродить команду для участия её в Первенстве России среди футбольных клубов третьего дивизиона 2016. Однако, как возрождение «Петротреста», так и создание другого коллектива с участием Леонида Цапу, не состоялось.
В мае 2018 года «Петротрест» был исключён из числа членов Российского футбольного союза.

## Результаты
| Сезон     | Соревнование                                                 | Место                                                        | И                                                            | В                                                            | Н                                                            | П                                                            | М                                                            | Тренер                                                       | Примечания                                                   |                                                              |
| --------- | ------------------------------------------------------------ | ------------------------------------------------------------ | ------------------------------------------------------------ | ------------------------------------------------------------ | ------------------------------------------------------------ | ------------------------------------------------------------ | ------------------------------------------------------------ | ------------------------------------------------------------ | ------------------------------------------------------------ | ------------------------------------------------------------ |
| 2002      | КФК, Северо-Запад                                            | 2 из 11                                                      | 20                                                           | 14                                                           | 3                                                            | 3                                                            | 35-13                                                        | Евгений Харлуков, Сергей Веденеев                            | Перешёл во Второй дивизион                                   |                                                              |
| 2003      | Второй дивизион, зона «Запад»                                | 3 из 19                                                      | 36                                                           | 17                                                           | 10                                                           | 9                                                            | 40-31                                                        | Юрий Морозов, Михаил Бирюков                                 |                                                              |                                                              |
| 2004      | Второй дивизион, зона «Запад»                                | 2 из 17                                                      | 32                                                           | 19                                                           | 6                                                            | 7                                                            | 52-26                                                        | Сергей Веденеев                                              | Перешёл в Первый дивизион                                    |                                                              |
| 2005      | Первый дивизион                                              | 21 из 22                                                     | 42                                                           | 7                                                            | 5                                                            | 30                                                           | 37-107                                                       | Владимир Казачёнок, Павел Гусев                              | Вылетел во Второй дивизион                                   |                                                              |
| 2006      | Второй дивизион, зона «Запад»                                | 15 из 18                                                     | 34                                                           | 10                                                           | 4                                                            | 20                                                           | 47-60                                                        | Павел Гусев, Сергей Дмитриев                                 |                                                              |                                                              |
| 2007—2010 | выступал под названием «Динамо». См. соответствующий раздел. | выступал под названием «Динамо». См. соответствующий раздел. | выступал под названием «Динамо». См. соответствующий раздел. | выступал под названием «Динамо». См. соответствующий раздел. | выступал под названием «Динамо». См. соответствующий раздел. | выступал под названием «Динамо». См. соответствующий раздел. | выступал под названием «Динамо». См. соответствующий раздел. | выступал под названием «Динамо». См. соответствующий раздел. | выступал под названием «Динамо». См. соответствующий раздел. | выступал под названием «Динамо». См. соответствующий раздел. |
| 2011/12   | Второй дивизион, зона «Запад»                                | 1 из 16                                                      | 45                                                           | 27                                                           | 12                                                           | 6                                                            | 80-27                                                        | Леонид Ткаченко                                              | Перешёл в ФНЛ                                                |                                                              |
| 2012/13   | ФНЛ                                                          | 12 из 17                                                     | 32                                                           | 10                                                           | 5                                                            | 17                                                           | 28-43                                                        | Леонид Ткаченко, Сергей Дмитриев (и. о.), Борис Журавлёв     |                                                              |                                                              |
| 2013—2015 | выступал под названием «Динамо». См. соответствующий раздел. | выступал под названием «Динамо». См. соответствующий раздел. | выступал под названием «Динамо». См. соответствующий раздел. | выступал под названием «Динамо». См. соответствующий раздел. | выступал под названием «Динамо». См. соответствующий раздел. | выступал под названием «Динамо». См. соответствующий раздел. | выступал под названием «Динамо». См. соответствующий раздел. | выступал под названием «Динамо». См. соответствующий раздел. | выступал под названием «Динамо». См. соответствующий раздел. | выступал под названием «Динамо». См. соответствующий раздел. |

## Достижения
- Чемпион зоны «Запад» Второго дивизиона чемпионата России: 2011/12
- Обладатель зимнего кубка МРО «Северо-Запад»: 2003, 2006, 2009